# كريس تورنر
كريس تورنر (1 فبراير 1960 بفانكوفر في كندا - ) هو لاعب كرة قدم كندي في مركز حراسة المرمى. شارك مع منتخب كندا تحت 20 سنة لكرة القدم ومنتخب كندا لكرة القدم. أما مع النوادي، فقد لعب مع فانكوفر وايتكابس وسان خوزيه إيرث كويكس ولوس أنجلوس أزتكس ونادي غوادالاخارا (نادي كرة قدم) وديترويت لايتنينغ ‏ وسياتل ساوندرز.

## وصلات خارجية
- كريس تورنر على موقع الاتحاد الدولي (مؤرشف)  (الإنجليزية)
- كريس تورنر على موقع قاعدة بيانات كرة القدم.إي يو (الإنجليزية)